# ستيفان بور
ستيفان بور (بالإنجليزية: Stefan Burr)‏ هو رياضياتي ومهندس وعالم حاسوب أمريكي، ولد في 1940.